# Nivjis
Los nivjis (nivejí: нивхгу nivgu; ruso:Нивхи nivji) o gilyak (chino: 吉列 迷 jílièmí; japonés: ギリヤーク giriyaku); etnónimo: Nivxi, idioma, нивхгу - Nivxgu) son un grupo étnico indígena que habita la mitad norte de la isla Sajalín y la región del estuario del río Amur, en el Krai de Jabárovsk, en Rusia. Según el censo ruso de 2002 son 5.162 personas y otros 584 viven en Ucrania (2001).

## Historia
Se cree que son los habitantes originales de su territorio y descienden de un pueblo que migró desde de la región de Transbaikalia durante el pleistoceno tardío, cuando la isla estaba conectada al continente asiático. Luego, al calentarse el clima, quedaron separados en 2 grupos, por el Estrecho de Tartaria. Se considera que son los sobrevivientes de un grupo étnico capaz de adaptarse al clima más cálido y no ser asimilados o expulsados por los recién llegados En Sajalín se han encontrado yacimientos arqueológicos que demuestran la presencia humana, ya al menos en el 4950 a. C.
La primera mención conocida de los nivji en la historia escrita fue hecha en una crónica china del siglo XII, el pueblo Jiliemi, , que estuvo en contacto con los gobernantes mongoles de la dinastía Yuan. Vassili Poyarkov en 1643, fue el primer ruso que escribió sobre los Nivjis, llamándolos Gilyak, un exónimo Tungús, con el que se les mencionó hasta la década de 1920. El territorio nivji se extendía a lo largo de la costa norte de Manchuria, desde la fortaleza rusa en Tugur, hacia el este hasta la desembocadura del Amur (Óblast de Volgogrado) y luego al sur por el estrecho de Tartaria hasta a Bahía De Castries.
La migración de los pueblos tunguses afectó el anterior territorio nivji. Luego los Nivjis fueron tributarios del poder manchú que llegó a su apogeo durante la Dinastía Jin. Después del Tratado de Nerchinsk en 1689, los nivjis fueron intermediarios entre los rusos, manchúes y japoneses, con estos últimos a través de los Ainu. Aunque contacto temprano con los Ainu, fue generalmente hostil, el comercio entre ambos pueblos era evidente.
A partir de 1850 los Nivjis sufrieron severamente por la conquista de los cosacos y la dominación de los zaristas, a los que se refieren como kinrsh (demonios).  El Imperio ruso obtuvo el control total sobre las tierras nivjis después del Tratado de Aigun 1858 y el Tratado de Pekín 1860. Una colonia penal de Rusia se estableció en Sajalín entre 1857 y 1906, debido a lo cual arribó un gran número de rusos, entre ellos presos políticos como Lev Shternberg, un etnógrafo que realizó importantes estudios sobre la Nivjis. Los nativos pronto fueron superados en número por los forasteros y a veces empleados fueron empleados como guardias de la prisión o para buscar a los convictos que escapaban. Epidemias de viruela, gripe y peste ocurrían con frecuencia entre la población, debido a la gran afluencia de inmigrantes.
Aunque el Imperio Japonés nunca controló la parte norte de Sajalín, Japón y Rusia gobernaron conjuntamente la isla como parte del Tratado de Shimoda de 1855. Por el Tratado de San Petersburgo, desde 1875 hasta 1905 Rusia controló todo Sajalín. Tras el Tratado de Portsmouth, entre 1905 y 1945, Sajalín fue repartida entre Rusia y Japón a lo largo del paralelo 50°N. Desde 1880,  hasta su expulsión de 1948. Empresas japonesas fueron autorizados por Rusia para pescar en territorio nivji. El Gobernador General ruso del Óblast de Amur tuvo dificultades para encontrar mano de obra rusa y permitió pescadores japoneses y nivji aprovechar el área pero con fuertes impuestos, sin el pago de los cuales estaba prohibido por las autoridades rusas que los Nivjis pescaran en las costas. El primero de muchos casos de sobreexplotación de la pesca por los japoneses, y luego por los rusos en el Estrecho de Tartaria y el bajo Amur, se produjo en 1898, pues muchas comunidades nivji enfrentaban el hambre y requerían importar alimentos rusos o extranjeros.
En 1922 el gobierno bolchevique de la Unión Soviética alteró la anterior las políticas zarista, en línea con la ideología comunista. Los funcionarios soviéticos asumieron la autodesignación de este pueblo como "Nivji", en vez del término antiguo nueva "Gilyak", como un sello distintivo del reconocimiento de la autodeterminación de los nativos. Durante algunos años funcionó un Distrito Autónomo Nivji a ambos lados del Estrechi y fueron reconocidos amplios derechos de pesca a los nivji hasta que fueron rescindidos en la década de 1960.
Las políticas de colectivización forzada aplicadas desde la década de 1930 resultaron devastadoras. Los Nivjis fueron incluidos en masa colectivos de trabajo agrícola e industrial o koljoses. Para los pescadores nivji fue especialmente difícil aceptar las prácticas agrícolas, pues consideraban que arar la tierra era un pecado. En los koljoses se alteró irrevocablemente su forma de vida; el estilo de vida tradicional de cazadores-recolectores desapareció. Las autoridades soviéticas mostraron a los nivji como un "modelo" para la rápida transformación "de una cultura neolítica a un modelo industrial socialista". Paulatinamente los nivji se convirtieron en un  grupo minoritario de segundo clase en su propio territorio, entre la masa de la población rusa.
Con el avance de la rusificación y la asimilación cultural, el lenguaje nivji dejó de utilizarse en las escuelas y la plaza pública; muchas historias, creencias y los lazos de clan, fueron olvidados por las nuevas generaciones. Aunque al terminar la II Guerra Mundial, entre 1945 y 1948 fueron trasladados por la fuerza desde Sajalín a Hokkaidō todos los japoneses que estaban en la isla y además muchos nivji, la mitad de la Oroks y todos los Ainu, pero la mayoría de los aborígenes regresaron después. A partir de 1962 el gobierno soviético relocalizó a los nivji en asentamientos más densos, de manera que estos se redujeron de 82 a 13 en 1986. Este traslado se llevó a cabo a través de los koljoses, de cuya actividad dependían ya los Nivjis, de manera que el cierre de las instalaciones financiadas por el Estado como una escuela o un generador de electricidad fue un mecanismo para hacer entrar a la población en los asentamientos preferido por el gobierno
Con la disolución de la Unión Soviética en 1991, los koljoses fueron abandonados, pero dado que la vida de los nivji dependía de estos colectivos financiados por el estado, con su disolución las dificultades económicas aumentaron y la población se empobreció rápidamente.
En la actualidad, la vida nivji en la isla norte de Sajalín ve su futuro amenazado por las gigantes del petróleo en alta mar, con los proyectos de extracción conocido como Sajalín-I y Sajalín-II, operados por empresas extranjeras occidentales. Desde enero de 2005, los Nivji, encabezados por su líder electo Alexey Limanzo, han participado en acciones de protesta no violenta para exigir una evaluación independiente etnológica y ecológica de los planes de la Shell y la ExxonMobil. Acciones de solidaridad se han llevado a cabo en Moscú, Nueva York y Berlín. El periódico mensual, Nivj Dif, fundado en 1990, se publica con el dialecto de Sajalín-oeste y tiene su sede en el pueblo de Nekrasovka. El Dr. Chuner Taksami, un antropólogo, es considerado la primera figura literaria moderna nivji y un defensor de los derechos de los pueblos de Siberia.

## Cultura

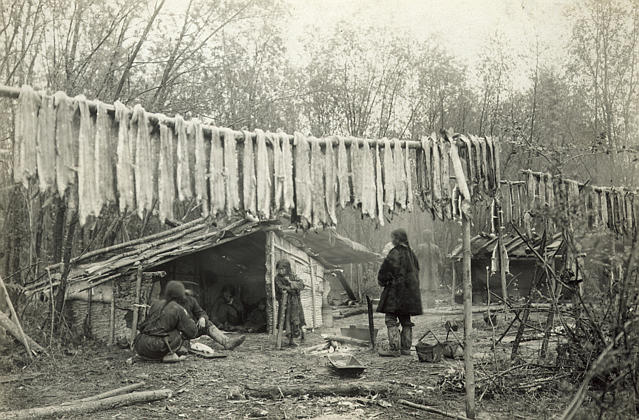
Campamento de verano de los Nivjis (1903)

### Economía
El principal medio de subsistencia de los Nivji ha sido la pesca. También la caza de mamíferos marinos. Eran seminómadas, cazadores-recolectores, con asentamientos de verano y de invierno. En cada aldea había de 3 a 4 casas compartidas por varias familias, la mayoría localizadas en el estuario del río Amur. Eran raras las aldeas de mayor tamaño. Estas comunidades permitían la supervivencia durante los fríos y duros inviernos. A menudo, las familias que habitaban una misma casa no estaban relacionadas y en cada aldea había generalmente personas desde dos hasta ocho clanes diferentes, cuatro clanes en promedio.
A finales del otoño los hombres nivji aptos dejaban las aldeas para cazar, mientras que las mujeres recolectaban alimentos de los bosques. Luego todos se trasladaban a las aldeas cerca de los ríos para sobrevivir el frío invierno y la nieve y para capturar el salmón en la temporada de desove.

#### Vivienda
Habitaban en dos tipos de viviendas de invierno, construcción por ellos mismos. La más antiguo de ellas, fue el ryv o to. Era una cueva, de alrededor de 7,5 m de diámetro, apuntalada por postes de madera y cubierta de barro y hierba. Tenía una chimenea en el centro y un agujero de humo para que entrara la luz y saliera el humo. El otro tipo de vivienda usada para el invierno es la ryv chad similares al dio Nanai, que fue el modelo de viviendas para manchú y chinos del Amur. El ryv chad era una estructura de una sola habitación, con techo a dos aguas y un kan (horno de Corea) para la calefacción. Un cobertizo cercano servía para los trineos, esquís, canoas y perros.

#### Ropa
Tradicionalmente usaban túnicas, skiy para los hombres, hukht para las mujeres, con tres botones fijos en el lado izquierdo del cuerpo. Las prendas invierno eran hechas de pieles focas, nutria, marta, lince, zorro, perro y peces. El hukht de las mujeres se extendía por debajo de la rodilla, era multicolor, claro, con bordados intrincados y varios ornamentos, cosido en las mangas, cuello y dobladillo. Los adornos eran monedas, campanas o los granos de madera, vidrio o metal, en su mayoría procedentes de Manchuria y China, adquiridos a los comerciantes. El skiy de los hombres era de color más oscuro, de peces, más corto y con bolsillos en las mangas.La ropa hombre era menos elaborada, con adornos en la solapa de la manga. Los hombres también se pondría una falda suelta llamado kosk cazaban o viajaban en trineo de perros . Las botas eran de piel de peces, focas, o venado, que es muy hermético. Los sombreros de piel o hak, se usaban en invierno, hechos con la cola peluda y orejas de los animales, frecuentemente con adornos en la parte trasera y en la corona. Los sombreros de verano o hak vih eran cónicos, hechos de corteza de abedul. Después de la colectivización, muchos nivjis usaron ropa occidental producida en masa, pero la ropa tradicional se siguió usando en las fiestas y en los eventos culturales.

### Clanes
Los clanes Jal, eran un conjunto de personas unidas por lazos de matrimonio, una deidad común. Respondían por la organización de matrimonios, y por la solución de controversias. Cada clan está dividido en tres fratrias. Un clan debe cooperar con otros miembros ende la caza y la pesca lejos de la aldea. Cada clan creían que teía "un común akhmalk o imgi, un fuego, un hombre de la montaña, un oso, un demonio, un tkhusind (rescate, o pena de clan) y un pecado.

### Matrimonio
Dentro del clan, el matrimonio es endogámico, mientras que las fratrias son exogámicas. Las costumbres matrimoniales nivkh eran muy complicadas y controladas por el clan. El matrimonio entre primos cruzados parece haber sido la costumbre original. El pago de la dote por la novia probablemente fue introducido por otros pueblos siberianos. Era pagado por el conjunto del clan.

### Creencias
La religión tradicional se basaba en el animismo y el chamanismo, antes del esfuerzo colonial ruso para convertir a la población al cristianismo ortodoxo. Los Nivji consideraban a la isla de Sajalín como una bestia gigante acostada sobre su vientre, siendo los árboles de la isla su pelo. Cuando la bestia se siente mal, se despierta y causa los terremotos. Creían en dioses(yz, yzng) de las montañas, ríos, mar y cielo.
Mitos cantados y narrados explican cómo el universo y los seres humanos fueron creados y cuentan sobre héroes fantásticos, espíritus y bestias luchando entre sí en los tiempos antiguos. Aunque algunos Nivjis se han convertido a la ortodoxia rusa o a otras religiones, muchos siguen las creencias tradicionales. El fuego es especialmente venerado, es el símbolo de la unidad del clan. Es considerado una deidad de los antepasados, que protegen el clan de los malos espíritus y de los daños.] Una llama se "alimenta" con una hoja de tabaco, especias, o una copa de vodka, para agradar a los espíritus y pedirles protección. Con frecuencia ofrecen artículos a las deidades para "alimentarlas". "Alimentar" el mar es uimportante para que el dios del mar protejar a los viajeros.

#### El chamanismo
Los chamanes (ch'am) cumplen un papel principal en el diagnóstico y curación de las enfermedades. Normalmente llevaban un abrigo elaborado con un cinturón, a menudo de metal. Medicamentos compuestos de productos vegetales y a veces de materia animal, se emplean para curar. Talismanes fueron utilizados u ofrecidos a los pacientes para prevenir la enfermedad. El chamán además es como un canal de comunicación con las fuerzas espirituales, que permite combatir y alejar los malos espíritus que causan la muerte. Sus servicios, por lo general, han sido compensados con bienes, alojamiento y alimentos.

#### Festival del Oso
El chamán también preside el Festival de Oso, una fiesta tradicional que se celebra entre enero y febrero, dependiendo del clan. Los osos son capturados y criados en un corral, durante varios años, por las mujeres locales; tratan al oso como a un niño. El oso era considerado una manifestación sagrada terrestre de los antepasadosy los dioses, que toman forma de oso (Bear ver Culto). Durante el Festival, el oso se viste con un traje hecho especialmente para las ceremonias. Se ofrece un banquete para que el reino de los dioses muestre benevolencia a los clanes. [28] Después del banquete, el oso era sacrificado y comido en una ceremonia religiosa elaborada. A menudo, perros eran sacrificados también. El espíritu del oso regresa a los dioses de "la montaña feliz" y luego los nivji son recompensados con bosques abundantes. El festival normalmente es organizado por los familiares para honrar la muerte de un pariente. En general, el Festival es una ceremonia entre clanes, en un clan de los tomadores de esposa que restaura sus lazos con un clan de la dadores de esposa, enlace roto por la muerte del pariente. El Festival de Oso fue suprimido en la época soviética, pero ha tenido una ligera recuperación recientemente, aunque sea como un bien cultural en lugar de ceremonia religiosa. Una ceremonia similar se practica por el pueblo Ainu de Japón.